# Diana King
Diana King (8 de noviembre de 1970, Spanish Town, Jamaica) es una cantante y compositora jamaiquina. Es conocida por su estilo de música reggae fusion, en concreto realiza una mezcla de R&B, Reggae, Pop y Dancehall. Su madre es de origen Indio y su padre es de África. Su momento de mayor popularidad fue cuando el sencillo principal de su primer álbum fue incorporado en la película en la banda sonora de Dos policías rebeldes. Desde hace unos años se autodefine como de género no binario y prefiere ser identificada con pronombres no normativos de tipo neutro como elle.

## Carrera musical

### Tougher Than Love(1995)
Después de participar en la canción "Respect" del álbum Ready to Die (1994) de Notorious B.I.G., firmó un contrato de grabación con Sony Music. Su primer sencillo fue "Shy Guy", que fue coescrito y producido por Andy Marvel, de su álbum debut Tougher Than Love, que se convirtió en un éxito, alcanzando el puesto #13 en el Billboard Hot 100 y siendo certificado de oro por la RIAA en los Estados Unidos.
También llegando al puesto #2 en UK Singles Chart, así como el puesto #1 en el European Hot 100 Singles, llegando a vender cerca de cinco millones de sencillos en todo el planeta. El sencillo se hizo para la banda sonora de la película de 1995, Dos policías rebeldes. "Shy Guy" también estuvo en el puesto #1 en la influencial estación radial Japonesa J-Wave en 1995.

### Think Like a Girl(1997)
En 1997, King lanza su segundo álbum de estudio, titulado Think Like a Girl que debutó en el puesto #1 en el Billboard Top Reggae Albums. También obtuvo éxito al entrar en el Hot Dance Club Play con su cover de la canción "I say a little prayer" (originalmente grabada por Dionne Warwick en 1967), que junto con la canción "L-L-Lies", fueron usadas para la banda sonora de la película La boda de mi mejor amigo. Diana King también recibió una invitación para participar en la banda sonora del documental de 1996, When We Were Kings, donde interpreta la canción del mismo nombre a dúo con Brian McKnight.
En 1999, Diana King hizo un dueto junto a Céline Dion y Brownstone, en el tema "Treat Her Like a Lady", previamente escrita por Diana King en su álbum Tougher Than Love de 1995, la presentación fue durante los Essence Awards donde recibió una ovación en pie. Ese mismo año apareció en Soul Train, The RuPaul Show y en VIBE para promocionar su álbum Think Like a Girl. En 1999 realizó una gira por la India, por cinco ciudades. Desde Goa, dijo "nunca pensé que volvería a visitar la India".

### Respect(2002)
King entró en negociaciones con la compañía discográfica de Madonna, Maverick Records en 2000. En 2002, King lanzó su tercer álbum de estudio Respect, pero no fue lanzado en los Estados Unidos hasta el verano de 2006, y solo está disponible en la plataforma de Amazon. A finales de ese año rompe relaciones con Maverick Records y crea su propio sello discográfico llamado ThinkLikeAGirl.
En 2003 salió a la venta The Best Of Diana King, lanzado por su anterior discográfica Sony Music. Éste es su primer recopilatorio, el cual recoge sólo éxitos de sus 2 primeras producciones. En 2007, coescribió y grabó la canción "The Light Within" con el músico alemán de Reggae, Gentleman, para su álbum Another Intensity. También se unió a un dúo de coristas llamado Brick & Lace en uno de sus conciertos.

### AgirLnaMeKinG (2010 - 2011)
Desde 2004, Diana King realizó tours por Asia y la India. Asimismo, estuvo escribiendo y grabando temas bajo su propio sello discográfico ThinkLikeAGirl. El 22 de septiembre de 2010, se lanzó sólo en Japón su 4.º álbum titulado "Warrior Gurl". Un año más tarde, este mismo álbum se lanzó en USA y Europa vía el portal de música iTunes, bajo el nombre de "AgirLnaMeKinG". El primer sencillo de este disco fue el tema "Closer".

## Discografía

### Álbumes de estudio
| Año                                    | Álbum                  | US Billboard 200 | US R&B | US Reggae | US Top Heatseekers | UK |
| -------------------------------------- | ---------------------- | ---------------- | ------ | --------- | ------------------ | -- |
| 1995                                   | Tougher Than Love      | 179              | 85     | 1         | 6                  | -  |
| 1997                                   | Think Like A Girl      | -                | -      | 1         | -                  | -  |
| 2002                                   | Respect                | -                | -      | -         | -                  | -  |
| 2003                                   | The Best Of Diana King | -                | -      | -         | -                  | -  |
| 2010                                   | AgirLnaMeKinG          | -                | -      | -         | -                  | -  |
| "—" indica que no entró en los charts. |                        |                  |        |           |                    |    |

### Sencillos
| Año                                    | Título                                                 | Álbum                                   | US Billboard Hot 100 | US R&B | US Dance | US Dance sales | UK Singles Chart | AUS |
| -------------------------------------- | ------------------------------------------------------ | --------------------------------------- | -------------------- | ------ | -------- | -------------- | ---------------- | --- |
| 1994                                   | "Stir It Up"                                           | Cool Runnings (Soundtrack)              | -                    | 53     | -        | -              | -                | -   |
| 1994                                   | "Shy Guy"                                              | Tougher Than Love/Bad Boys (Soundtrack) | 13                   | 21     | 21       | 20             | 2                | 3   |
| 1995                                   | "Love Triangle"                                        | Tougher Than Love                       | -                    | 85     | -        | -              | -                | -   |
| 1995                                   | "Ain't Nobody"                                         | Tougher Than Love                       | 94                   | 63     | 4        | -              | 13               | 11  |
| 1997                                   | I say a little prayer                                  | Think Like a Girl                       | 38                   | 68     | 8        | 5              | 17               | 6   |
| 1997                                   | "L-L-Lies"                                             | Think Like a Girl                       | 71                   | 67     | -        | -              | -                | -   |
| 1997                                   | "Find My Way Back"                                     | Think Like a Girl                       | -                    | -      | -        | -              | -                | -   |
| 1997                                   | "When We Were Kings"(con Brian McKnight)               | When We Were Kings (Soundtrack)         | -                    | -      | -        | -              | -                | -   |
| 1999                                   | "Treat Her Like a Lady" (con Celine Dion y Brownstone) | Let's Talk About Love                   | -                    | -      | -        | -              | -                | -   |
| 2002                                   | "Summer Breezin'"                                      | Respect                                 | -                    | -      | -        | -              | -                | -   |
| 2006                                   | "Yu Dun Kno'"                                          | Yu Dun Kno                              | -                    | -      | -        | -              | -                | -   |
| "—" indica que no entró en los charts. |                                                        |                                         |                      |        |          |                |                  |     |

## Colaboraciones
- Gentleman "The light within" (Another intensity, 2007)